# Salice Salentino (gemeente)
Salice Salentino is een gemeente in de Italiaanse provincie Lecce (regio Apulië) en telt 8872 inwoners (31-12-2004). De oppervlakte bedraagt 59,0 km², de bevolkingsdichtheid is 150 inwoners per km².

## Demografie
Salice Salentino telt ongeveer 3025 huishoudens. Het aantal inwoners daalde in de periode 1991-2001 met 1,1% volgens cijfers uit de tienjaarlijkse volkstellingen van ISTAT.
| Jaar | Inwoneraantal |
| ---- | ------------- |
| 1991 | 8963          |
| 2001 | 8863          |

## Geografie
De gemeente ligt op ongeveer 49 m boven zeeniveau.
Salice Salentino grenst aan de volgende gemeenten: Avetrana (TA), Campi Salentina, Guagnano, Nardò, San Pancrazio Salentino (BR), Veglie.